# FK REO Vilnius
FK REO Vilnius war ein litauischer Fußballverein aus Vilnius.

## Geschichte
Der Verein wurde 2005 gegründet und startete in der vierten litauischen Liga. Dort wurde man 2008 Meister und stieg in die II Lyga, die dritte Liga, auf. 2010 gelang der Aufstieg in die zweite Liga, die 1 Lyga, wo man sensationell in der Premierensaison Meister wurde und somit erneut aufstieg, diesmal in die erstklassige A Lyga. Außerdem stellte man mit 54 gesammelten Punkten sogar einen Ligarekord für die 1 Lyga auf. Mit einem Trainerteam bestehend aus ehemaligen Spielern des Lokalrivalen Žalgiris Vilnius gelang damit in nur 6 Jahren der angestrebte Sprung in die erste Liga mit einem neugegründeten Verein. 2012 zog sich der Verein nach dem 24. Spieltag aus finanziellen Gründen vom Spielbetrieb zurück. Alle noch ausstehenden Spiele wurden mit 0:3 gewertet.

## Erfolge
- Aufstieg in die A Lyga: 2012